# Isle au Haut (eiland)
Isle au Haut is een eiland in Maine in de Verenigde Staten. Het eiland heeft een oppervlakte van 24 km² en een omtrek van 39 km.
Isle au Haut is met een veerboot voor passagiers verbonden met Deer Island.